# Резолюция Совета Безопасности ООН 1970
Резолюция Совета Безопасности ООН № 1970 — резолюция, принятая всеми пятнадцатью государствами-членами Совета Безопасности ООН 26 февраля 2011 года в связи с восстанием в Ливии и касающаяся санкций в отношении режима Муаммара Каддафи, а также помощи ливийскому народу.

## Основные положения
- ООН требует положить конец насилию и призывает предпринять шаги для удовлетворения требований населения;
- ООН призывает власти уважать права человека, предоставить доступ международным наблюдателям, обеспечить безопасность всех иностранных граждан и их имущества, обеспечить доставку в страну товаров гуманитарного и медицинского назначения и доступ для гуманитарных учреждений и работников, отменить ограничения в отношении средств массовой информации;
- ООН просит все государства-члены содействовать эвакуации всех желающих иностранных граждан;
- ООН постановляет передать вопрос о ситуации в Ливии на рассмотрение Прокурора Международного уголовного суда;
- ООН накладывает эмбарго на поставку оружия в Ливию;
- ООН вводит запрет на поездки в государства-члены для некоторых родственников и ближайших сторонников Каддафи, имена которых указаны в приложении;
- ООН постановляет, что все государства-члены должны заморозить денежные средства Каддафи и ближайших членов семьи, имена которых указаны в приложении;
- ООН постановляет учредить комитет Совета Безопасности по ситуации в Ливии;
- ООН призывает государства-члены оказывать гуманитарную помощь гражданам Ливии;

## Голосование
| За (15) | Воздержались (0) | Против (0) |
| --- | ---------------- | ---------- |
| - Великобритания - Китай - Россия - США - Франция - Босния и Герцеговина - Бразилия - Габон - Германия - Индия - Колумбия - Ливан - Нигерия - Португалия - ЮАР |                  |            |

## Мнения
По мнению президента Венесуэлы Уго Чавеса резолюция является подготовкой почвы для интервенции стран НАТО в Ливию с целью захвата нефти. Помимо этого, он подчеркнул, что силы коалиции не заботятся о жизнях ливийских граждан.
Бывший посол России в Ливии Алексей Подцероб ранее в том же месяце отмечал, что, несмотря на отказ от планов создания ОМП и другие уступки Каддафи «у американцев, видимо, появились надежды, что М.Каддафи пойдет и на приватизацию Национальной нефтяной корпорации, контролирующей большую часть добычи углеводородов в стране, и выставит её на продажу. Этого, однако, не произошло. В этой связи встает закономерный вопрос, действительно ли нынешняя позиция США продиктована исключительно человеколюбием, которое они проявляют в отношении населения ВСНЛАД».

## Нарушения резолюции коалиционными силами
Оружейное эмбарго.
Ещё в конце марта высказывались предположения о поставках вооружений повстанцам. А 16 апреля начальник штаба оппозиционного Национального Переходного Совета генерал Абдул Фаттах Юнис заявил, что «из-за рубежа» ливийской оппозиции поставляется оружие. Кроме того, Аль-Джазира сообщает об использовании боевиками оппозиционных сил бронежилетов британского производства. Позднее Катар поставил повстанцам противотанковые ракетные комплексы Milan и миномёты с боеприпасами, причём вооружения поступают под видом молока и других продуктов питания.
В начале мая 2011 года, когда на фронтах в Ливии сложилась патовая ситуация, и ни революционеры, ни войска Каддафи не могли предпринять решительного наступления, французское правительство провело секретную операцию по снабжению оружием ливийских революционеров, действующих в регионе Западные Горы к юго-западу от Триполи. «Контейнеры с автоматами, пулеметами, гранатометами и противотанковыми ракетными комплексами Milan поначалу сбрасывались на парашютах над позициями повстанцев с транспортных самолетов.
После того, как оппозиционеры добились значительных успехов, очистив от сторонников Каддафи почти весь регион, в двух местах были оборудованы небольшие аэродромы, куда стали приземляться самолеты из арабских стран, на борту которых было всё то же оружие».
27 сентября С. Лавров в интервью России-24 заявил, что:

Мы считаем, что нанесен ущерб авторитету Совбеза ООН, потому что так грубо, откровенно нарушать понятные решения ещё никому, по-моему, не приходилось. Даже резолюция 1970, которая была принята консенсусом и предполагала введение полного военного эмбарго на торговлю оружием с Ливией, на услуги военного характера — уже сейчас открыто признается, что она нарушалась. Оружие поставляли и из некоторых европейских стран, и из некоторых стран арабского региона, инструкторы работали на земле — это точно. Есть данные в западной прессе, которые ещё никто не опроверг, о том, что помимо инструкторов работал спецназ. То есть, непосредственно люди, которые планировали и участвовали в боевых действиях.— из интервью Лаврова
Впоследствии выяснилось, что обращению с «Миланами» повстанцев обучали не только катарские, но и британские инструкторы.